# Желаєво
Жела́єво (каз. Желаево) — село у складі Уральської міської адміністрації Західноказахстанської області Казахстану. Адміністративний центр та єдиний населений пункт Желаєвського сільського округу.
Населення — 2478 осіб (2021; 2084 у 2009, 554 у 1999, 933 у 1989).
До 2013 року село мало статус селища.